# 莱蒂齐娅·帕特诺斯特
莱蒂齐娅·帕特诺斯特（義大利語：Letizia Paternoster，1999年7月22日—）生于特伦托自治省克莱斯，是一名意大利女子自行车运动员。她的母亲是意大利人，父亲是澳大利亚人。她在父亲以及哥哥的影响下开始接触自行车，6岁时首次获得冠军。莱蒂齐娅在青年时期曾效力于特伦蒂诺女子自行车队和Vecchia Fontana两个俱乐部。2018年，她加入阿斯塔纳女子自行车队，这是她加入的首个成年组俱乐部。